# José Luís de Campos
José Luís de Campos, primeiro e único barão de Montes Claros (10 de maio de 1812 — 24 de dezembro de 1888) foi um nobre brasileiro, agraciado barão em 19 de julho de 1879.Foi Juiz de Paz em Bonfim, vereador, tenente-coronel comandante da Guarda Nacional em Rio Pomba e, já perto da morte, vice presidente da câmara.